# Collegerock
Collegerock, av engelska college rock, är en musikgenre som uppstod på 1980-talet. Namnet uppkom för att musiken främst spelades av radiostationer knutna till den amerikanska universitetsvärlden.
Exempel på grupper som brukar betraktas som collegerock är R.E.M., The Replacements etc. Senare på 90-talet kom också en genre som blev kallad collegepunk med band som Green Day och Good Charlotte m.fl.
Collegepunken kallas som oftast idag för Punk Rock eller ibland felaktigt för Skate-Punk, även ifall de två musikgenrerna låter förhållandevis lika.